# Jakub Zabłocki
Jakub Zabłocki (* 14. Juli 1984 in Chełmno; † 22. August 2015) war ein polnischer Fußballspieler, der zuletzt bei Rodło Kwidzyn aktiv war.

## Karriere
Zabłocki begann seine Karriere bei kleinen Vereinen wie Gwiazda Starogród und Pomowiec Kijewo, ehe er 2000 zu Chemik Bydgoszcz wechselte. Dort verweilte er nur ein Jahr und wechselte zur Saison 2001/02 zum Lokalrivalen Polonia Bydgoszcz. Auch dort hielt es ihn nur ein Jahr, da er zur Saison 2002/03 zu Sparta Brodnica wechselte, bevor er von dort aus den Weg in Richtung Profifußball ging und zu Korona Kielce wechselte. Da er nicht über die Rolle des Ergänzungsspielers hinausgekommen war, wechselte er zu Pogon Staszów. Nach einem Jahr heuerte er wieder bei seinem ehemaligen Verein Korona Kielce an und machte seine ersten beiden Spiele in der Ekstraklasa. In der Saison 2007/08 absolvierte Zablocki neun Spiele in der Ekstraklasa und erzielte dabei zwei Tore. Im Sommer 2008 holte Marek Motyka ihn zum zweimaligen polnischen Meister Polonia Bytom, bei dem er in der Hinrunde der Saison 2008/09 in 15 Spielen fünf Tore erzielte. Nachdem er im Winter 2009 wegen ausstehenden Gehalts nicht zum Training erschienen war, wurde er zusammen mit Tomasz Owczarek aus dem Kader suspendiert. In einem freien Transfer sicherte sich der Ekstraklasa-Aufsteiger Lechia Gdańsk die Dienste des Stürmers. Nachdem er aber dort enttäuscht hatte und zwischenzeitlich in die Reservemannschaft verbannt worden war, wechselte er im Sommer 2011 zum Zweitligisten Wisła Płock.
Zabłocki erlag am 22. August 2015 im Alter von 31 Jahren einem Herzinfarkt.